# 최현화
최현화(1992년 ~ )은 조선민주주의인민공화국의 탁구 선수다. 2018년 스웨덴 할룸스타드에서 열린 세계선수권대회 남북단일팀 일원으로 단체 동메달을 획득하였다. 남북 단일팀은 남북 각 여자대표팀이 8강에서 겨루도록 예정이 되었으나 2018년 4.27일 판문점선언에 따라 8강 경기 시작전 경기를 하지 않고 남북단일팀-코리아팀으로 하고 남북 여자대표팀 9명에 메달을 수여하기로 하고 8강 경기장에 입장하는 것으로 4강을 확정하였다. 4강 경기에서 일본팀에 패배하여 동메달을 획득하게 되었다.